# Municipalità di Chkhorotsqu
La municipalità di Chkhorotsqu (in georgiano ჩხოროწყუს მუნიციპალიტეტი?) è una municipalità georgiana della Mingrelia-Alta Svanezia.
Nel censimento del 2002 la popolazione si attestava a 30 124 abitanti. Nel 2014 il numero risultava essere 22 309.
La cittadina di Chkhorotsqu è il centro amministrativo della municipalità, la quale si estende su un'area di 619 km².

## Popolazione
Dal censimento del 2014 la municipalità risultava costituita al 99,7% da persone di etnia georgiana.

## Monumenti e luoghi d'interesse
- Chkhorotsqu